# Єнс Мацен
Єнс Інгвер Мацен (нім. Jens Ingwer Matzen; 22 жовтня 1914, Зюльт — 29 лютого 1980, Фленсбург) — німецький офіцер, фрегаттен-капітан крігсмаріне, капітан-цур-зее бундесмаріне. Кавалер Лицарського хреста Залізного хреста.

## Біографія
В 1935 році вступив на флот, займав різні адміністративні посади. Служив офіцером з питань виховання на мінному загороджувачі «Танненберг», з липня 1940 року — в штабі командувача торпедних катерів. 1 березня 1943 року переведений в діючий ВМФ офіцером і наприкінці року призначений командиром 1-ї навчальної дивізії торпедних катерів. Потім до кінця війни командував 6-ю флотилією торпедних катерів. Успішно керував флотилією під час дій проти британського флоту у Північному морі та біля берегів Великої Британії, а наприкінці війни — біля берегів Фінляндії. Після закінчення війни служив у ВМС ФРН, в 1971 році — інспектор військово-морських озброєнь у Вільгельмсгафені. В 1973 році вийшов у відставку.

## Нагороди
- Медаль «За вислугу років у Вермахті» 4-го класу (4 роки)
- Залізний хрест
  - 2-го класу (1 грудня 1939)
  - 1-го класу (30 червня 1942)
- Нагрудний знак есмінця (20 серпня 1941)
- Німецький хрест в золоті (27 січня 1945)
- Лицарський хрест Залізного хреста (2 травня 1945)
- Орден «За заслуги перед Федеративною Республікою Німеччина», офіцерський хрест (28 травня 1971)